# Steve Ngoura
Steve Ngoura (Ivry-sur-Seine, 22 febbraio 2005) è un calciatore francese, attaccante del Cercle Bruges.

## Carriera

### Club
Ngoura è cresciuto nel settore giovanile del Le Havre, con cui ha debuttato il 6 agosto 2022 nell'incontro di Ligue 2 perso 1-0 contro il Valenciennes. Il 15 giugno 2023 ha firmato il suo primo contratto professionistico ed il 21 gennaio 2024 ha segnato il suo primo gol decidendo l'incontro di Coupe de France vinto 1-0 contro il Châteauroux.

### Nazionale
Ha giocato nelle nazionali giovanili francesi Under-17 ed Under-19.

## Statistiche

### Presenze e reti nei club
Statistiche aggiornate al 15 dicembre 2024.
| Stagione          | Squadra           | Campionato        | Campionato | Campionato | Coppe nazionali | Coppe nazionali | Coppe nazionali | Coppe continentali | Coppe continentali | Coppe continentali | Altre coppe | Altre coppe | Altre coppe | Totale | Totale | Totale |
| Stagione          | Squadra           | Comp              | Pres       | Reti       | Comp            | Pres            | Reti            | Comp               | Pres               | Reti               | Comp        | Pres        | Reti        | Pres   | Reti   |        |
| ----------------- | ----------------- | ----------------- | ---------- | ---------- | --------------- | --------------- | --------------- | ------------------ | ------------------ | ------------------ | ----------- | ----------- | ----------- | ------ | ------ | ------ |
| 2021-2022         | Le Havre 2        | N3                | 6          | 1          | -               | -               | -               | -                  | -                  | -                  | -           | -           | -           | 6      | 1      |        |
| 2022-2023         | Le Havre 2        | N3                | 15         | 3          | -               | -               | -               | -                  | -                  | -                  | -           | -           | -           | 15     | 3      |        |
| 2023-2024         | Le Havre 2        | N3                | 12         | 4          | -               | -               | -               | -                  | -                  | -                  | -           | -           | -           | 12     | 4      |        |
| Totale Le Havre 2 | Totale Le Havre 2 | Totale Le Havre 2 | 33         | 8          |                 | -               | -               |                    | -                  | -                  |             | -           | -           | 33     | 8      |        |
| 2022-2023         | Le Havre          | L2                | 1          | 0          | CF              | 0               | 0               | -                  | -                  | -                  | -           | -           | -           | 1      | 0      |        |
| 2023-2024         | Le Havre          | L1                | 12         | 0          | CF              | 3               | 1               | -                  | -                  | -                  | -           | -           | -           | 15     | 1      |        |
| 2024-gen. 2025    | Le Havre          | L1                | 8          | 0          | CF              | 0               | 0               | -                  | -                  | -                  | -           | -           | -           | 8      | 0      |        |
| Totale Le Havre   | Totale Le Havre   | Totale Le Havre   | 21         | 0          |                 | 3               | 1               |                    | -                  | -                  |             | -           | -           | 24     | 1      |        |
| gen.-giu. 2025    | Cercle Bruges     | D1                | 0          | 0          | CB              | 0               | 0               | UEL+UECL           | 0+0                | 0+0                | -           | -           | -           | 0      | 0      |        |
| Totale carriera   | Totale carriera   | Totale carriera   | 54         | 8          |                 | 3               | 1               |                    | 0                  | 0                  |             | -           | -           | 57     | 9      |        |

## Palmarès

### Club

#### Competizioni nazionali
- Campionato francese di seconda divisione: 1

Le Havre: 2022-2023